# Gallo-römisches Heiligtum Graach

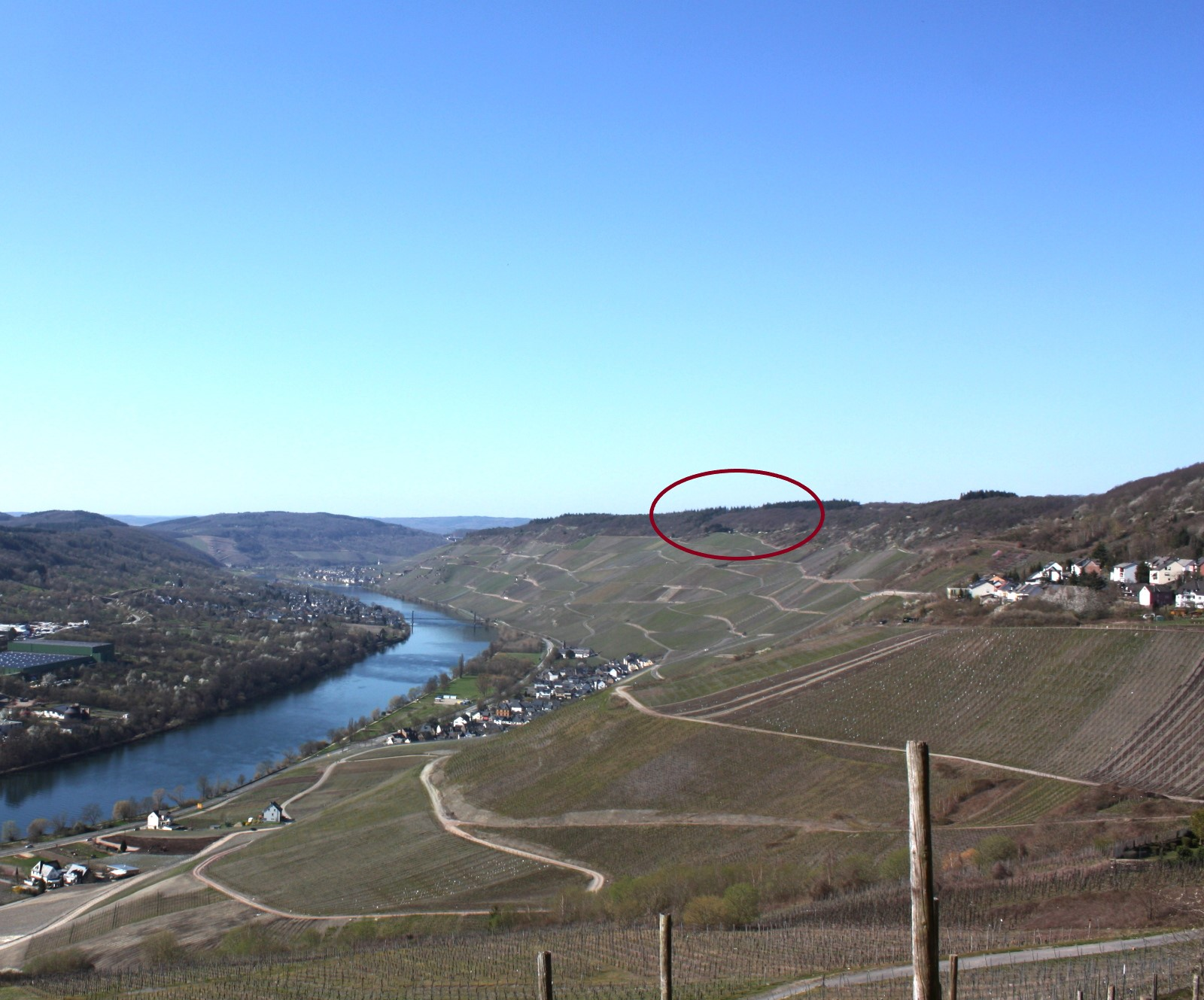
Lage des gallo-römischen Heiligtums im Distrikt Staudt oberhalb von Graach

Das Gallo-römische Heiligtum Graach befindet sich etwa 1,3 Kilometer nordwestlich der Moselgemeinde Graach oberhalb der Weinberge. Sie wird dort von einem Wirtschaftsweg in Richtung Zeltinger Höhe durchstoßen (Moselhöhenweg). Erste Hinweise zur Anlage stammen aus dem Jahr 1933, als hier ein kleiner, fast viereckiger Bezirk festgestellt wurde, der als Kultbezirk eingestuft wurde. 1978 wurde ein Großteil der Anlage untersucht und die Annahme bestätigt, dass es sich hier um ein gallo-römisches Heiligtum gehandelt haben könnte.

## Beschreibung

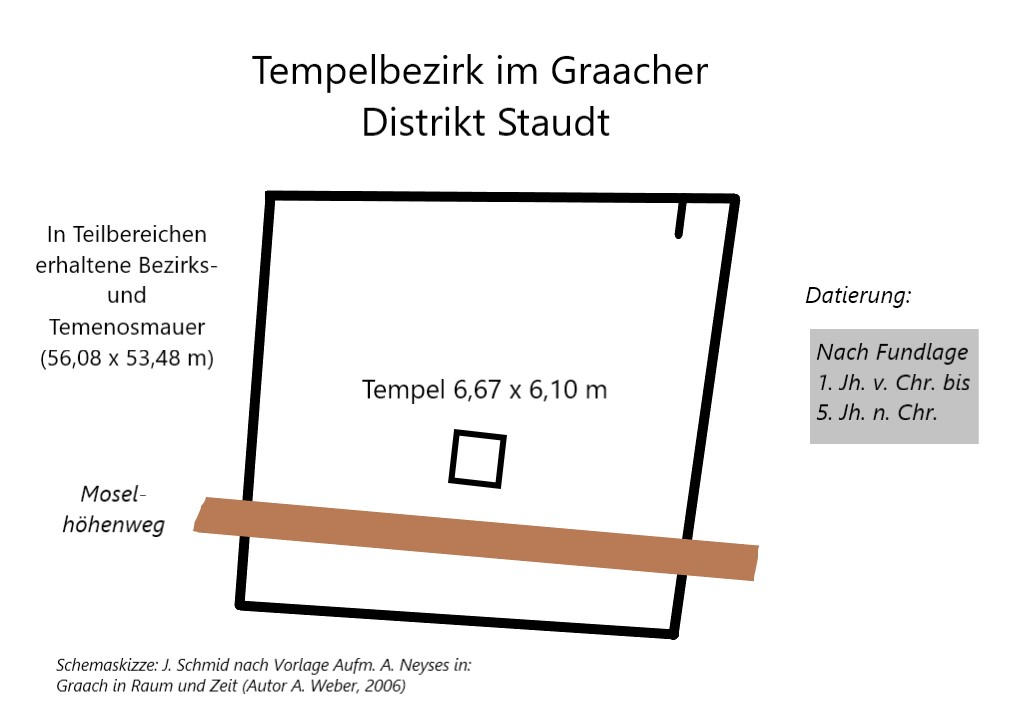
Grundriss und Aufbau des gallo-römischen Heiligtums in Graach

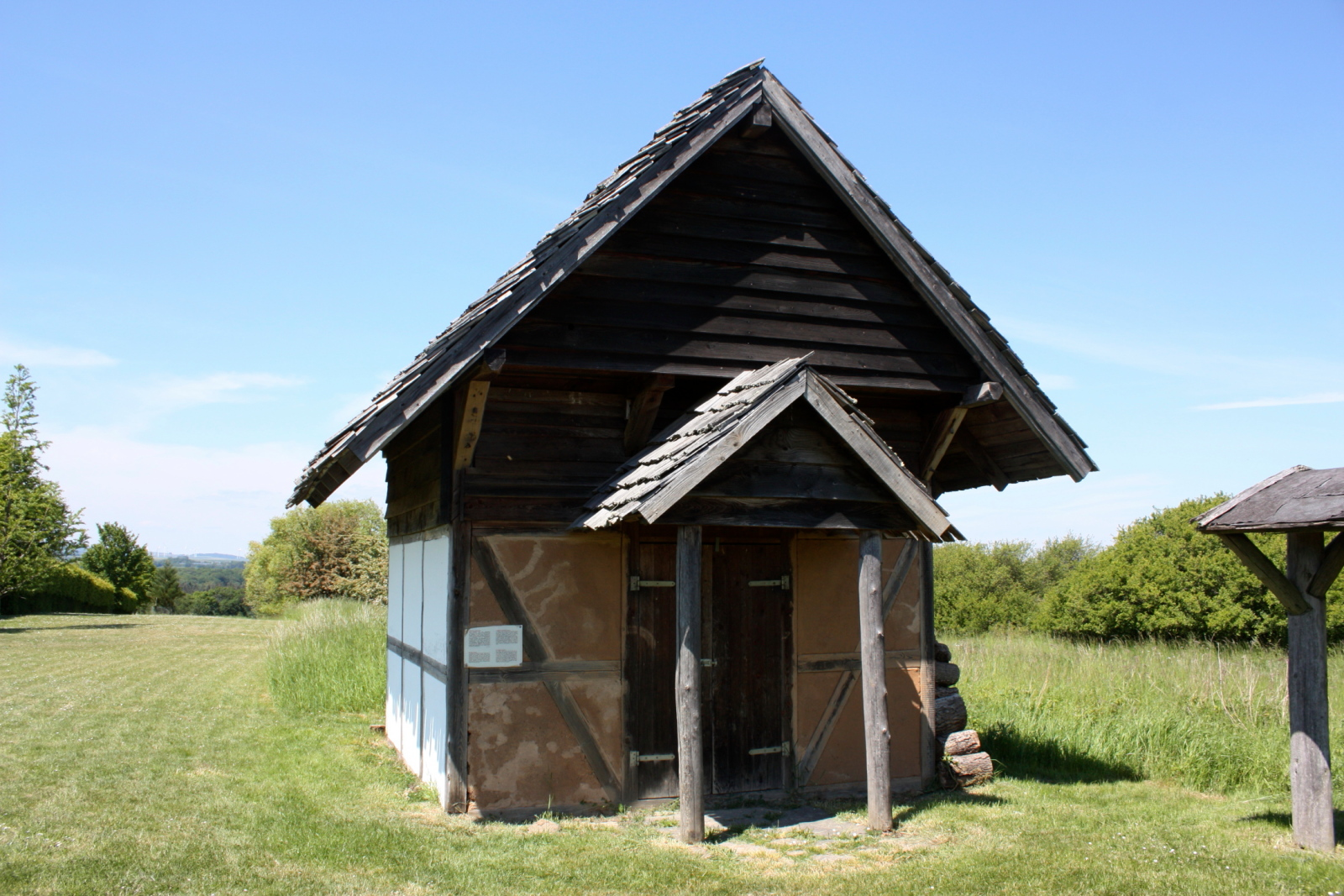
Nachbau eines keltische Gebäudes in Holz- und Lehmbauweise auf dem Martberg Pommern

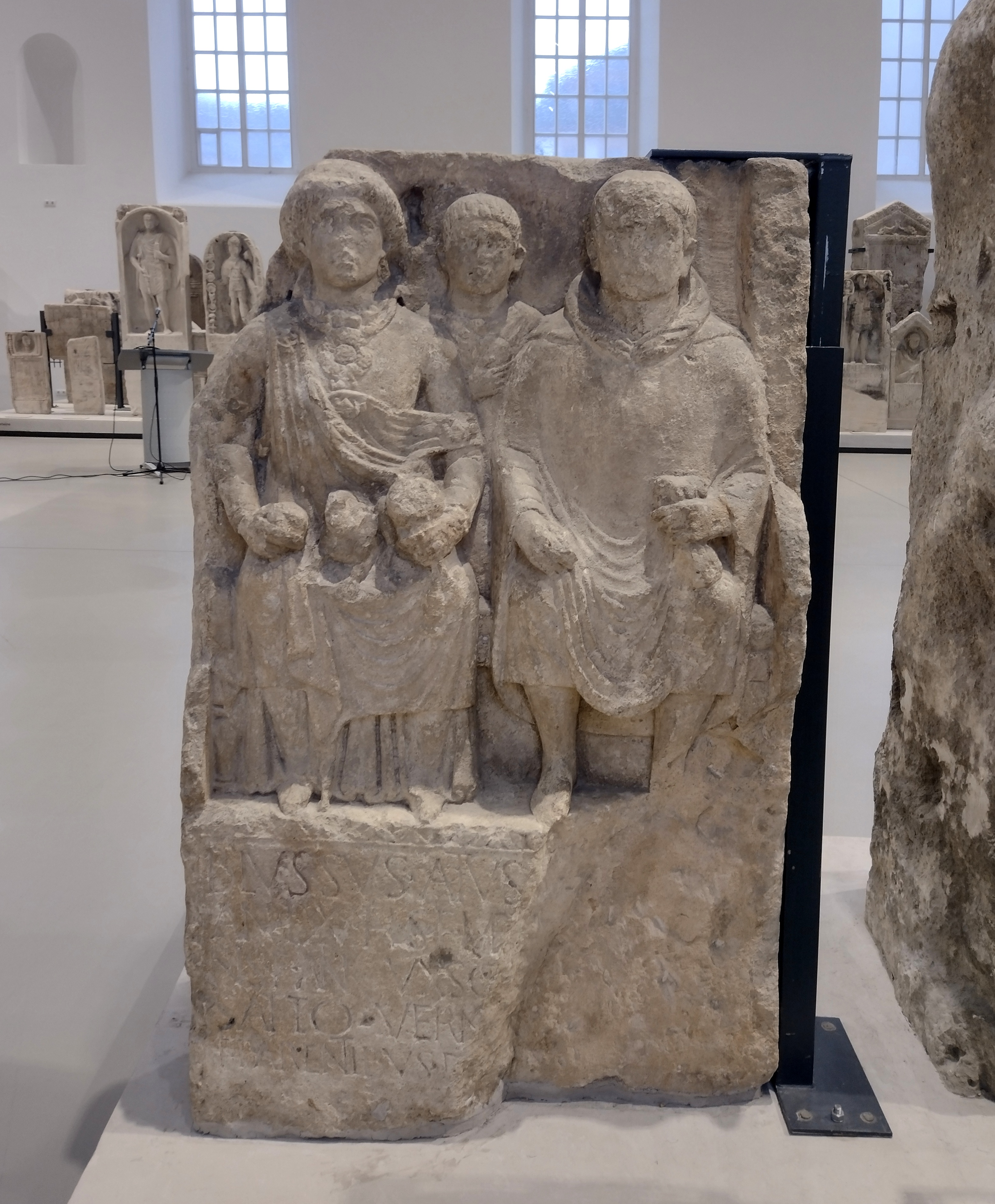
Grabstein des Blussus und der Menimane aus Mainz-Weisenau aus dem 1. Jahrhundert

Bei der archäologischen Untersuchung der Anlage 1978 konnten am zentralen Heiligtum der Größe 6,10 × 6,67 m noch in rötlichem Kalkmörtel gesetzte Schiefersteine festgestellt werden. Der Eingang war jedoch nicht mehr ermittelbar. Von der den Kultbezirk umgebenden Temenosmauer konnten noch einzelne Abschnitte festgestellt werden. Sie waren zum Teil in Fels eingetieft oder ruhten auf Stickungen (hochkant stehende Steine). Sie umgaben den nahezu quadratischen Bezirk in den Maßen 56,08 × 53,48 m. Zahlreiche Pfostenlöcher unterschiedlicher Größe im Innenbereich der Anlage lassen auf ehemalige Holzbauten schließen. Hinzu kam spärliches spätlatènezeitliches vorrömisches Fundmaterial. Bereits 1977 wurden am südöstlichen Weg drei keltische Silbermünzen geborgen. Eine kontinuierliche Nutzung der Anlage bis ins 4. Jahrhundert war jedoch nicht klärbar. Im Innenbereich der Anlage konnten umfangreiche Funde gemacht werden:
- Zahlreiche Terrakotten, darunter weibliche Gottheiten, u. a. Muttergottheiten, Minerva, weibliche Büsten und Kinderbüsten
- Bruchstück eines kleinen Pferdekopfes aus grauem Sandstein
- Bruchstück eines Silberspiegels
- Zwei Bronzefibelreste
- Bronzenadel, Beinnadel, Messer, Pfeilspitze
- Bruchstück eines frührömischen Kruges

Diese Funde werden als Opfergeschenke der keltischen Treverer angesehen. Den Gottheiten wurden menschenähnliche Bedürfnisse zugeschrieben und so glaubte man, sie mit Opfergaben beeinflussen zu können. Rituelle Opfer zu bestimmten Zeitpunkten im Leben der Menschen sollten die Gottheiten beim Vorbringen der Anliegen und Bitten gnädig stimmen. Auffallend waren die häufigen Funde von Muttergottheiten neben der Göttin Minerva, der römischen Göttin für Fruchtbarkeit, Wachstum und Gesundheit. Eine besonders auffällige Figurengruppe aus Terrakotta aus wahrscheinlich mittelrheinischer Werkstatt zeigt drei Frauen. Die in der Mitte sitzend dargestellte Frau trägt eine Menimane-Tracht, die nach Menimane, einer auf einem in Mainz-Weisenau aufgefundenem Grabstein aus dem 1. Jahrhundert abgebildeten Frau benannt ist. Die Gruppe zählt zu den qualitätsvollsten Funden der Graacher Anlage.
Münzfunde geben ebenfalls Hinweise auf eine mögliche Nutzungsdauer des Heiligtums. Münzen als Votivgaben des Opferrituals galten als Ersatz für Naturalgaben. Die Geldstücke wurden dazu in das Herz des Heiligtums, der „Cella“ geworfen. Die nur Priester betreten durften. In der Cella befand sich eine Darstellung der Gottheit des Heiligtums. Die Bandbreite der Münzfunde reicht von der Keltenzeit bis in den Anfang des 5. Jahrhunderts. Die geopferten Münzen wurden von den Priestern nicht selbst verwendet, sondern waren sozusagen in den Besitz der Götter übergegangen.
Das Heiligtum in Graach war vermutlich Göttin Minerva gewidmet, der Göttin des Handwerks und der gewerblichen Kunstfertigkeit, wie eine Tonfigur mit der Gravur MIN vermuten lässt. Dafür spricht auch die Ortslage der Tempelanlage an einem römischen Handelsweg vom Hunsrück in die Eifel. Heinz Cüppers vom Rheinischen Landesmuseum Trier und Leiter der Archäologischen Denkmalpflege Rheinland-Pfalz stufte die Anlage aufgrund ihrer geringen Ausdehnung in ihrer Bedeutung als Kultstätte als nicht besonders hoch ein und sah in ihr nur eine lokale beschränkte Funktion für in der Nähe befindliche Hofgemeinschaften und Einzelhöfe im Bereich des Moselbogens zwischen Bernkastel-Kues und Traben-Trarbach. Dagegen spricht jedoch die Lage an einem Handelsweg mit überörtlicher Bedeutung. Sie erreicht aber nicht den Status aus des Heiligtums Trier Altbachtal dem dort befindlichen Lenus-Mars-Tempel.

### Siedlungsgeschichtliches Umfeld

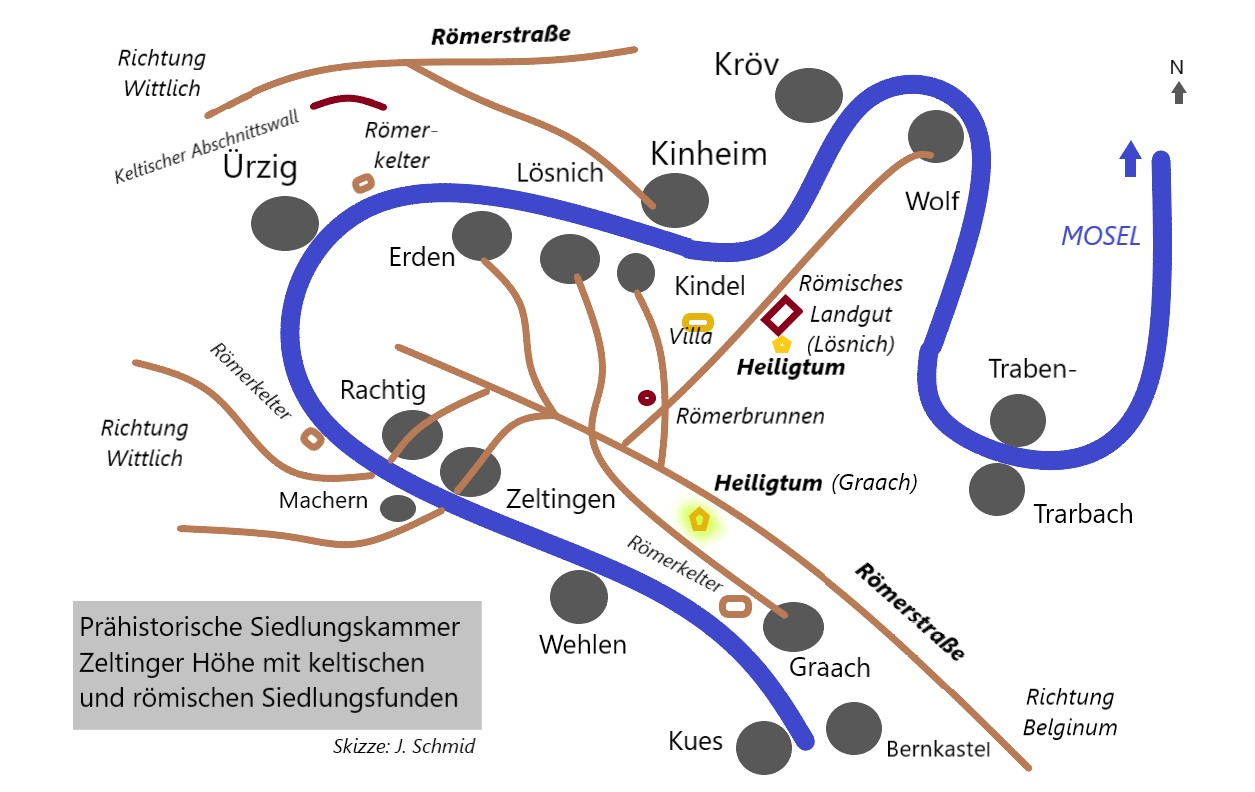
Bereits antike Anbindungen der Talsiedlungen an die vermutete Römerstraße auf dem Zeltinger Berg.

Die Graacher Tempelanlage befindet sich in der prähistorischen Siedlungskammer Zeltinger Berg. Diese ist eingebettet in die große Schleife der Mosel. Sie schiebt sich vom Hunsrück spornartig ins Moseltal. Über das Hochplateau führt von Wederath, dem römischen Belginum, aus die antike Straßenführung über Bernkastel und Graach in Richtung Wittlich, wobei sie zwischen Zeltingen-Rachtig und Erden die Mosel überquert. Die Streckenführung entspricht in etwa der Bundesstraße 50, die über die neue, 2019 eröffnete Hochmoselbrücke die Eifel erreicht. Die antike Straße bildete über den Zeltinger Berg eine wichtige Querverbindung von den römischen Fernwegen Trier-Bingen (Hunsrückstrecke), auch bekannt als Ausoniusstraße, und Trier-Andernach (Eifelstrecke). Diese stellten die schnellste Verbindung zwischen der römischen Moselmetropole Trier (Augusta Treverorum) und dem Rhein dar. Die Mosel selbst war ebenfalls ein wichtiger Handels- und Transportweg an den Rhein bei Koblenz (Confluentia).
Archäologische Fundstellen von Siedlungen, Tempelbezirken und Grabhügeln in Graach Zeltingen-Rachtig, Erden, Lösnich und Kinheim belegen ein intensive Besiedlung von der Spätbronze-Unrnenfelderzeit bis in die Spätantike. Etwa 1 km nördlich vom Graacher Heiligtum befindet sich auf Zeltinger Gemarkung unweit der Lösnicher und Wolfer Gemarkung ein erst Anfang des 20. Jahrhunderts entdeckter und freigelegter römischer Brunnen, in dem etliche römische Münzen gefunden wurden. In etwa 2 km Entfernung in nordöstlicher Richtung befand sich im Lösnicher Hinterwald ein großes römische Landgut mit mehreren Gebäuden. Dazu zählten Herrenhaus, Kelterhaus, Bierbrauerei, Mühle, Schmiede, zwei eingefriedete Grabgärten und ein Tempelbezirk mit einer Cella, dem zentralen Heiligtum ähnlich der Anlage in Graach. Auch der Rest einer Tüpfelplatte zur Herstellung keltischer Münzen wurde in Lösnich gefunden.
Von Lösnich führten zwei Wege bzw. Pfade über das Plateau Richtung Bernkastel und Graach. Der Weg nach Graach führte oberhalb vom Josefshof (ehemals Martinshof) auch am Graacher Heiligtum vorbei und führte von hier hinunter ins Tal Richtung Graach.
Prähistorische Ring- und Abschnittswälle in den Höhenlagen Erdener, Kröver und Kautenbacher Gemarkung zeugen ebenfalls von der frühen Anwesenheit der keltischen Treverer in dieser Region.